# Pompeo Colonna
Pompeo Colonna (Biela, 12 de maio de 1479 - Nápoles, 28 de junho de 1532) foi um cardeal do século XVII.

## Biografia
Nasceu em Roma em 12 de maio de 1479. Nobre romano e patrício napolitano. Filho de Girolamo Colonna e Vittoria Conti. Seu primeiro nome também consta como Pompeio. Tio-avô do cardeal Marco Antonio Colonna , seniore (1565). Outros cardeais dos diferentes ramos da família foram Giovanni Colonna (1212); Giacomo Colonna (1278); Pietro Colonna (1288); Giovanni Colonna (1327); Agapito Colonna (1378); Stefano Colonna (1378); Oddone Colonna (1405; mais tarde Papa Martin V); Próspero Colonna (1426); Giovanni Colonna (1480); Ascânio Colonna(1586); Girolamo Colonna (1627); Carlos Colonna (1706); Próspero Colonna (1739); Girolamo Colonna di Sciarra (1743); Próspero Colonna di Sciarra (1743); Marcantonio Colonna , iuniore (1759); Pietro Colonna (1766), que adotou o sobrenome Pamphili; e Nicola Colonna , 1785.
Seu tutor foi seu tio Próspero Colonna e para agradá-lo ingressou no estado eclesiástico, para o qual não tinha vocação definida; ele estava mais inclinado para os militares (1) . (Nenhuma informação educacional adicional encontrada).
Acompanhou seu tio Próspero nas expedições contra os Orsini em 1498; e, aliado aos espanhóis, contra os franceses em Barletta, Cerignola e Garigliano em 1503. Cânone da basílica patriarcal do Vaticano. Abade comendador de Subiaco, 1507-1513; e Grottaferrata de 1508.
Eleito bispo de Rieti em 6 de outubro de 1508; renunciou em favor de seu sobrinho Scipione Colonna, em 20 de março de 1514; manteve o direito de retornar. Abade comendador do mosteiro de Frascati, 1508. Consagrado (nenhuma informação encontrada). Participou do Quinto Concílio de Latrão. Em 1512, acreditando erroneamente que o Papa Júlio II havia morrido, ele instigou a população de Roma a libertar-se do poder papal; o papa declarou-o culpado de crime e despojou-o de seus benefícios. O Papa Leão X, sucessor do Papa Júlio II, reabilitou-o.
Criado cardeal sacerdote no consistório de 1º de julho de 1517; recebeu o chapéu vermelho e o título de Ss. XII Apostoli, 13 de novembro de 1517. Administrador da sé de Terni, de 14 de maio a 5 de dezembro de 1520. Administrador da sé de Potenza, de 7 de janeiro de 1521 a 21 de novembro de 1526, quando foi privado do cardinalato. Administrador da Sé de Catânia, 27 de fevereiro de 1523 a 18 de janeiro de 1524. Legado a latere para a Hungria e a Polônia, 27 de fevereiro de 1523. Vice-chanceler da Santa Igreja Romana, 11 de janeiro de 1524 até 21 de novembro de 1526. Legado em Ancona. Administrador da Sé de Acerno, 18 de janeiro de 1524 a 23 de junho de 1525. Administrador da Sé de Rossano; renunciou alguns dias depois. Optou pelo título de S. Lorenzo de Dâmaso, em 11 de janeiro de 1524, próprio do vice-chanceler, mantendoem recomendação o título de Ss. XII Apóstolos. Administrador da Sé de Áquila, 3 de julho de 1525 a 1532. A inimizade entre os Medicis e os Colonnas culminou em 1526, quando Marcello Colonna com 3.000 soldados e 800 cavaleiros entrou no palácio do Vaticano e o saqueou; O Papa Clemente VII declarou os Colonnas culpados de lesa maestà, rebelião e inimigos da Sé Apostólica; o papa também excomungou o cardeal Pompeo e privou-o da dignidade cardinalícia em 21 de novembro de 1526; a sentença foi lida por Benedetto Accolti, arcebispo de Ravenna, secretário do papa, num consistório com a presença de vinte cardeais. Em março de 1527, Pompeo negociou uma trégua com o papa em troca da restituição do seu cardinalato mas o condestável de Bourbon, que comandava as tropas imperiais, não aceitou o acordo, entrou em Roma e saqueou-a; Colonna entrou na cidade com ele de 6 a 8 de maio de 1527. Apesar disso, Colonna tentou amenizar os danos do saque de Roma, proporcionando asilo em seu palácio da chancelaria para tantos quantos pôde e obtendo a liberdade de reféns, entre eles o futuro Papa Júlio III. Não se sabe com certeza quando Colonna foi restaurado à sua dignidade cardinalícia e isso poderia ter sido antes da demissão. Bispo de Rieti novamente de 1528 a 27 de agosto de 1529. Administrador da sé de Aversa, de 20 de abril a 24 de setembro de 1529. Administrador da sé de Sarno, de 24 de agosto de 1530 a 5 de julho de 1532 (?). Administrador da Sé de Monreale, de 14 de dezembro de 1530 até sua morte. Nomeado vice-rei de Nápoles pelo imperador Carlos V em 1530. Foi legado em Bolonha e Marca Anconitana.
Morreu em Nápoles em 28 de junho de 1532. Sepultado na sacristia da igreja do mosteiro de Monteoliveto, Nápoles.